# AS Târgu Mureș
Asociația Sportivă Târgu Mureș, cunoscut sub numele de AS Târgu Mureș, sau pe scurt AS, este un club a fost un club polisportiv din orașul Târgu Mureș, România, care în perioada antebelică și în timpul celui de-al doilea război mondial a purtat numele de Marosvásárhelyi SE/MSE (AS Târgu Mureș) nomenclatura clubului în limba maghiară.

## Istorie

### Organizare
Asociația sportivă Târgu Mureș/ Marosvásárhely SE a fost înființată în 1898, având sediul pe strada Măcelarilor 33 (Mészáros-köz 33). Avea optsprezece secții: atletism, baschet, box, canotaj, ciclism, fotbal, gimnastică, handbal, hochei, înot, lupte libere,  motociclism, planorism, schi, scrimă, tenis de masă, tenis, tir. 
Pentru jucătorii legitimați: atletism 22; baschet 18: box 11: 66; gimnastică 18; înot 102; scrimă 10: patinaj 42:  tenis 16; tenis de masă 8; si 26. 

### Atletism
În atletism, din lipsă de terenuri, a putut lucra doar cu echipa sa de tineret, dar, în ciuda acestui fapt, Albert Panajott a devenit de treisprezece ori campion al României la triplu salt și săritura în înălțime. 

### Box
Dintre boxerii săi, Sándor Veress a câștigat de trei ori campionatul Transilvaniei în 1938-40. 

### Fotbal
Echipa de fotbal a asociației a debutat în timpul ocupației austriece, cel mai bun loc a fot locul 4. În  campionatul regional românesc, a terminat de patru ori pe locul 3, în timp ce din 1940 a jucat în Liga a II-a maghiară și a câștigat-o în sezonul 1940-41. Cu toate acestea, a pierdut meciul de baraj contra CA Cluj pentru accederea în liga I maghiară.

### Gimnastică
Gimnaști sunt atât bărbați, cât și femei, ca să spunem așa, au participat la fiecare competiție majoră, dar titlul național nu a fost adjudecat. 

### Hochei
Echipa sa de hochei a excelat în ultimii 5 ani. În 1939, a fost a treia în România. În 1940, a ajuns pe locul al treilea în campionatul Ungariei. 

### Înot
Departamentul său de înot a participat la 16 campionate naționale între 1922 și 1940. 
În acest timp, departamentul a antrenat 762 de înotători, care au câștigat 103 probe, 72 locuri II. și 54 de locuri III. Din 1930 până în 1940, echipa de înot MSE a doborât recordurile românești în 86 de cazuri. În 1937, au câștigat 17 din 18 probe. 18 dintre cele 22 de recorduri actuale ale României sunt încă deținute de înotătorii MSE. 

### Patinaj
Printre patinatorii clubului, Pál Gárdos a deținut toate recordurile românești de patinaj pe gheață din 1924 până în 1929 și a fost campion 5 ani consecutivi al României. Mai târziu, Gaál Károly a câștigat campionate succesive. Klára Csorba a câștigat de șapte ori campionatul de patinaj artistic pentru fete. 

### Polo
Echipa sa de polo pe apă a fost de patru ori campioană a României și de cinci ori vicecampioană. 

### Scrimă
Secția de scrimă a asociației a fost suspendată între 1923-1930. După aceea, Szabó, Csiszár și Kakuts au câștigat în mod regulat competiții, iar primii doi sunt și astăzi maeștri de scrimă cunoscuți la Budapesta. 

### Tenis
Dintre jucătorii de tenis, din 1924 până în 1930, echipa sa de tineret a evoluat bine. A obținut mai multe poziții valoroase în campionatele naționale. Tibor Réti a devenit și campionul României.

### Tenis de masă
Jucătorii săi de tenis de masă au jucat un rol major în campionatul român, dar nu au ajuns campioni naționali.

## Palmares

### Atletism
Campionatul României

#### Individual
: (13) Albert Panajott - la triplu salt și săritura în înălțime.

### Box
Campion al Transilvaniei

#### Individual
: (3) Sándor Veress - 1938, 1939, 1940

#### Fotbal
Campionatul Regional de Fotbal al României - Seria Mureș
 Locul 3 (4) : 1920-1921, 1923-1924, 1926-1927, 1929-1930
 Nemzeti Bajnokság II/Liga II-a maghiară
 Campioni (1) : 1940–41

## Hochei
Campionatul României
 Locul 3 (1) : 1939
 Campionatul Ungariei
 Locul 3 (1) : 1940

## Înot
Campionatul României
 Campioni (1) : 1937
- 18 recorduri naționale

## Patinaj

### Individual
: (5) Pál Gárdos 1924-1929 - masculin
: (3) Gaál Károly - masculin
: (7) Klára Csorba - feminin

## Polo
Superliga (polo masculin)
 Campioni (4) : 1933, 1936, 1945
 Vicecampioni (5) :

## Scrimă

### Individual
:  Szabó
:  Csiszár
:  Kakuts

## Tenis
Campionatul României

#### Individual
: Tibor Réti

## Staff
- Președinte de onoare: Arhiducele Ferenc József:
- Președinte: Lajos Máriaffi:
- Vicepreședinți: Contele Mihály Teleky și Dr. Kálmán Kabdebó:
- Vicepreședinte executiv: Dr. János Nánási;
- șefii de secții: 
  - tenis de masă: Erno Nagy;
  - atletism: Ágoston Horváth:
  - lupte: Márton Köpeczi:
  - tir la țintă: căpitan Géza Debreczeni;
  - canotaj: László Ruhig:
  - ciclism: jr. György Kakuts:
  - handbal: András Horváth:
  - patinaj: Samu Csont:
  - baschet: András Horváth;
  - fotbal: Lajos Elekes;
  - motociclism: István Biró dr. reprezentant;
  - box: Sándor Veress:
  - zbor: Dr. Elek Kovács: si: Ernő Sărut:
  - tenis: Ernő Nagy;
  - gimnastică: Endre Kakuts:
  - înot: Vilmos Breckner;
  - scrimă: János Dávid.

## Stadion
Parcul Elizabeta era un teren de sport cu 800 de locuri și 5.000 de locuri în picioare.